# Deathrehearsal
Deathrehearsal es un demo de la banda Noruega de Black metal, mayhem lanzado en 1987.
El Demo fue editado en casete y tiene mala calidad. Fueron los ensayos que hicieron con Sven Erik Kristiansen (Maniac), para su EP Deathcrush.

## Lista de canciones
| Deathrehearsal |                         |        |               |          |  |
| N.º            | Título                  | Letras | Música        | Duración |  |
| 1.             | «Chainsaw Gutsfuck»     |        | Mayhem        |          |  |
| 2.             | «Necrolust»             |        | Mayhem        |          |  |
| 3.             | «Deathcrush»            |        | Mayhem        |          |  |
| 4.             | «California Über Alles» |        | Dead Kennedys |          |  |
| 5.             | «Intro»                 |        | Mayhem        |          |  |
| 6.             | «Witching Hour»         |        | Venom         |          |  |